# South Dakota State University

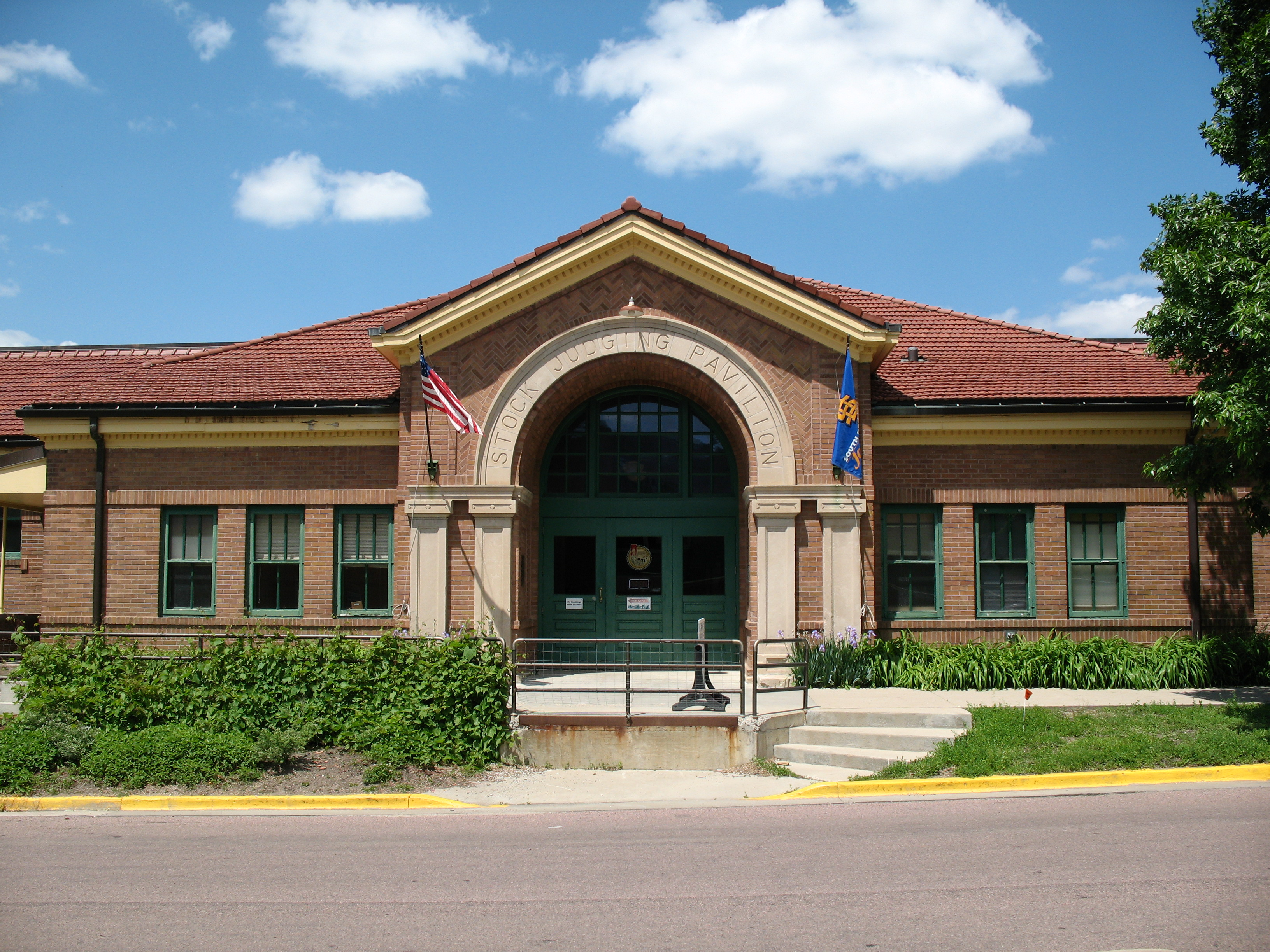
Agricultural Heritage Museum

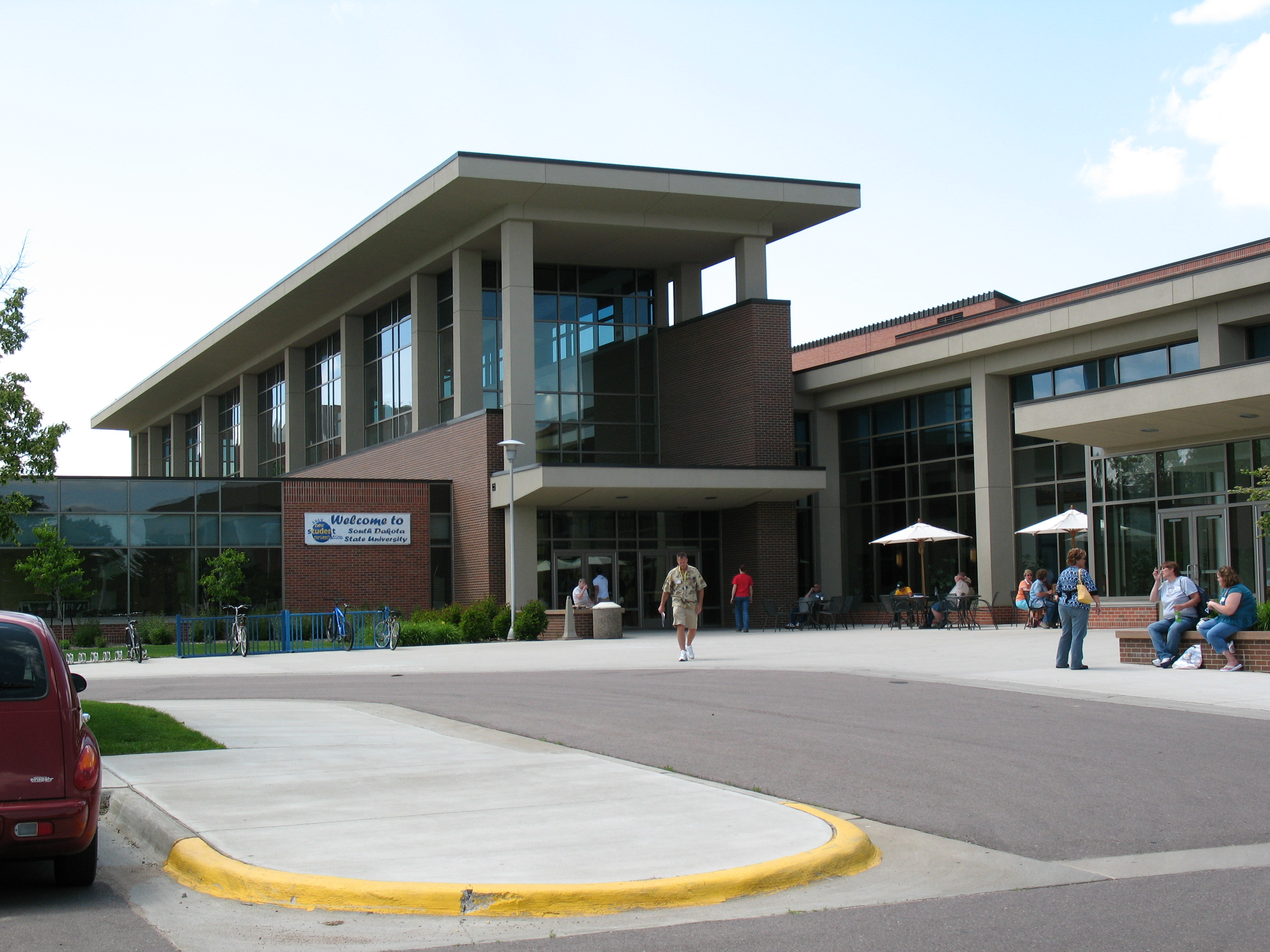
SDSU Student Union

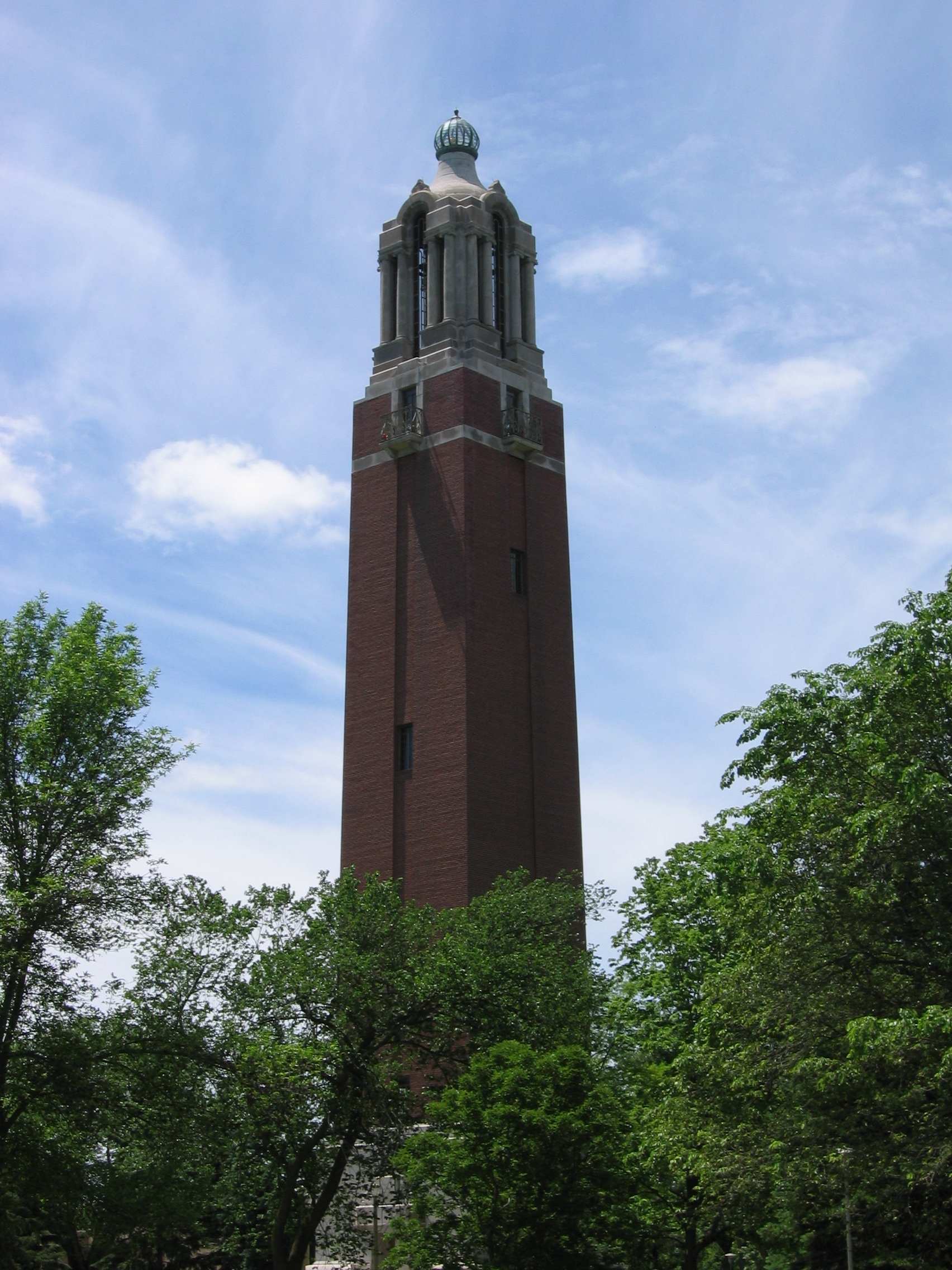
Coughlin Campanile

Die South Dakota State University (auch SDSU genannt) ist eine staatliche Universität in Brookings, im Osten des US-Bundesstaates South Dakota. Mit etwa 11.000 Studenten (2005) ist sie die größte Universität in South Dakota.

## Geschichte
Die Hochschule wurde 1881 als Dakota Agriculture College gegründet. 1904 wurde sie umbenannt in South Dakota State College of Agricultural and Mechanic Arts und erhielt erst 1964 ihren derzeitigen Namen.

## Forschung
Zu der Universität gehört eine Milchverarbeitungsfabrik, welche Käse und Eiscreme herstellt.
Hier wurde unter anderem das Cookies und Creme-Eis erfunden.
Eine weitere Erfindung war der Briggs & Stratton-Motor.

## Sport
Die Sportteams der SDSU sind als Jackrabbits bekannt. Die Universität ist Mitglied in der Summit League. College Football spielt sie in der Missouri Valley Football Conference.

## Berühmte Absolventen
- Doug Eggers (1930–2025) – Footballspieler
- Wuert Engelmann (1908–1979) – Footballspieler
- Theodore William Schultz (1902–1998) – Nobelpreisträger Wirtschaftswissenschaften
- Adam Vinatieri (* 1972) – Footballspieler
- Zach Zenner (* 1991) – Footballspieler